# Communauté de communes de Saint-Aignan - Renazé
La communauté de communes de Saint-Aignan - Renazé est une ancienne communauté de communes française, située dans le département de la Mayenne et la région Pays de la Loire.

## Histoire
La communauté de communes est créée le 1er janvier 1998. Le 1er janvier 2015, elle fusionne avec les communautés de communes de la Région de Cossé-le-Vivien et celle du Pays du Craonnais pour former la communauté de communes du Pays de Craon.

## Composition
La communauté était composée de quatorze communes (trois du canton de Craon et onze du canton de Saint-Aignan-sur-Roë) :
| Nom                     | Code Insee | Gentilé          | Superficie (km2) | Population (dernière pop. légale) | Densité (hab./km2) |
| ----------------------- | ---------- | ---------------- | ---------------- | --------------------------------- | ------------------ |
| Renazé (siège)          | 53188      | Renazéens        | 16,72            | 2 578 (2014)                      | 154                |
| La Boissière            | 53033      | Buxériens        | 6,32             | 123 (2014)                        | 19                 |
| Brains-sur-les-Marches  | 53041      | Brennois         | 7,68             | 260 (2014)                        | 34                 |
| Congrier                | 53073      | Congriéens       | 24,28            | 922 (2014)                        | 38                 |
| Fontaine-Couverte       | 53098      | Fontainois       | 21,65            | 426 (2014)                        | 20                 |
| La Roë                  | 53191      | Roériens         | 8,76             | 243 (2014)                        | 28                 |
| La Rouaudière           | 53192      | Roaldériens      | 19,02            | 330 (2014)                        | 17                 |
| Saint-Aignan-sur-Roë    | 53197      | Saint-Aignannais | 18,19            | 891 (2014)                        | 49                 |
| Saint-Erblon            | 53214      | Saint-Erblonnais | 5,68             | 174 (2014)                        | 31                 |
| Saint-Martin-du-Limet   | 53240      | Martinais        | 12,36            | 460 (2014)                        | 37                 |
| Saint-Michel-de-la-Roë  | 53242      | Michelois        | 13,22            | 253 (2014)                        | 19                 |
| Saint-Saturnin-du-Limet | 53253      | Saturnois        | 10,70            | 509 (2014)                        | 48                 |
| La Selle-Craonnaise     | 53258      | Sellois          | 29,17            | 937 (2014)                        | 32                 |
| Senonnes                | 53259      | Senonnais        | 13,13            | 334 (2014)                        | 25                 |

## Administration
| Période      | Période       | Identité         | Étiquette | Qualité                       |
| ------------ | ------------- | ---------------- | --------- | ----------------------------- |
| janvier 1998 | avril 2008    | Albert Blavet    |           | Maire de Saint-Aignan-sur-Roë |
| avril 2008   | avril 2014    | Fernand Grimault |           | Maire de La Roë               |
| avril 2014   | décembre 2014 | Patrick Gaultier |           | Maire de Renazé               |